# Boeing XB-15
Boeing XB-15 byl experimentální těžký bombardér vyvinutý americkým výrobcem Boeing pro Armádní letecký sbor Spojených států amerických (USAAC). Vyroben byl jediný prototyp. Jeho tovární označení bylo Boeing Model 294. První let letounu proběhl roku 1937. Za druhé světové války byl upraven na transportní letoun XC-105.

## Vývoj

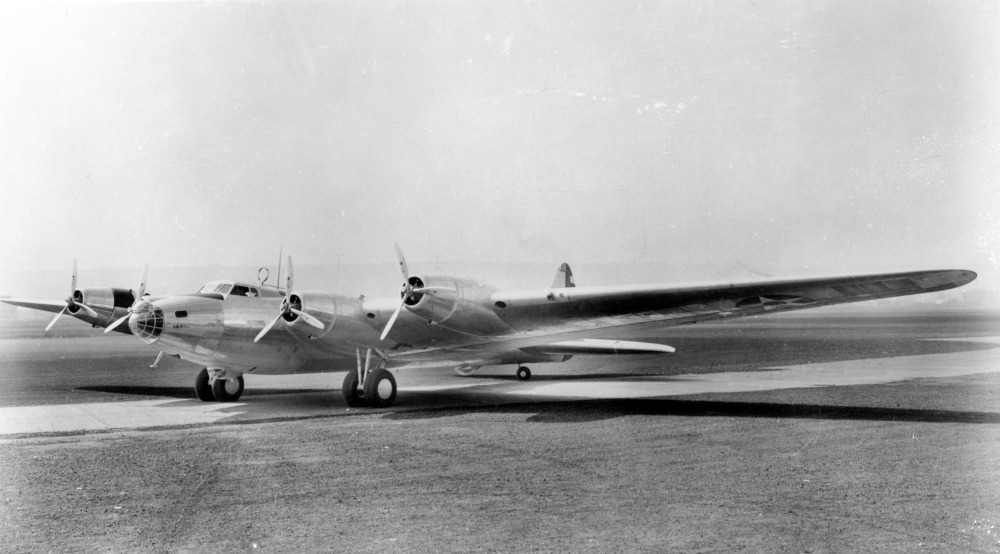
Boeing XB-15

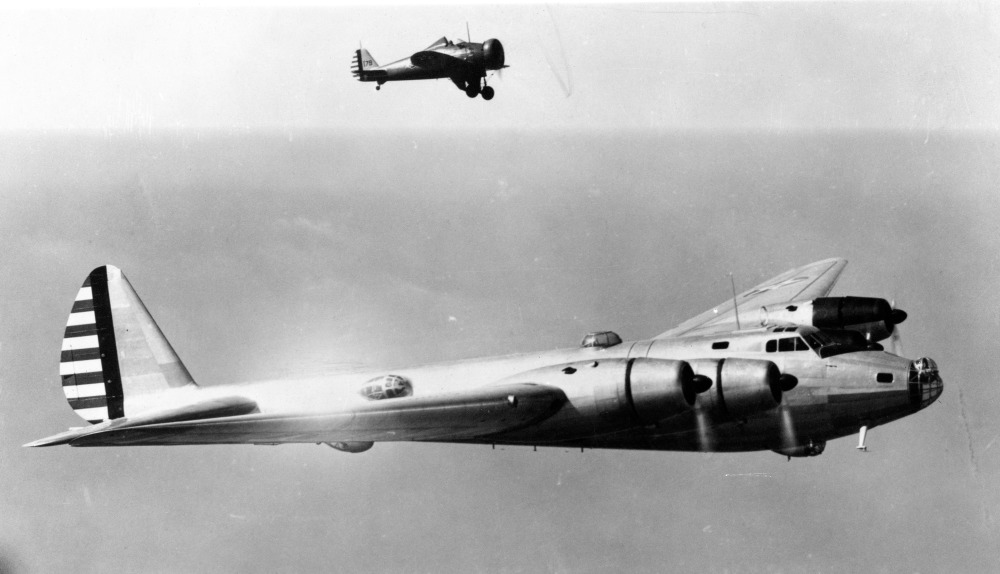
Boeing XB-15 letící v doprovodu stíhacího letounu Boeing P-26 Peashooter

Těžký bombardér Boeing Model 294 byl navržen  pro ověření, jestli je možné zkonstruovat těžký bombardér s doletem až 8000 kilometrů. Nedlouho po Modelu 294 začala společnost Boeing pracovat i na menším těžkém bombardéru Boeing Model 299 (XB-17), který však poprvé vzlétl o dva roky dříve. Od poloviny roku 1935 byl po dobu jednoho roku označován jako XBLR-1.
Pro pohon XB-15 byly vybrány vodou chlazené čtyřiadvacetiválce do W Allison V-3420 (2885 hp), protože však nebyly k dispozici však, musely být nahrazeny mnohem slabšími hvězdicovými čtrnáctiválci Pratt & Whitney R-1830-11 Twin Wasp (850 hp). Vzniklý letoun tak byl silně podmotorovaný.
Prototyp XB-15 (sériové číslo 35-277) uskutečnil svůj první let 15. října 1937 z Boeingova letiště v Seattle. Posádku tvořil zkušební pilot Boeingu Edmund Turney Allen a major John D. Corkille od USAAC.
V době svého prvního vzletu byl XB-15 nejtěžším a nejobjemnějším letadlem postaveným v USA. Obrovské rozměry letadla umožňovaly letovým technikům vstupovat do křídla po lezecké lávce a provádět drobné opravy za letu. Let o délce 8000 km trval 33 hodin při cestovní rychlosti 245 km/h.

## Služba

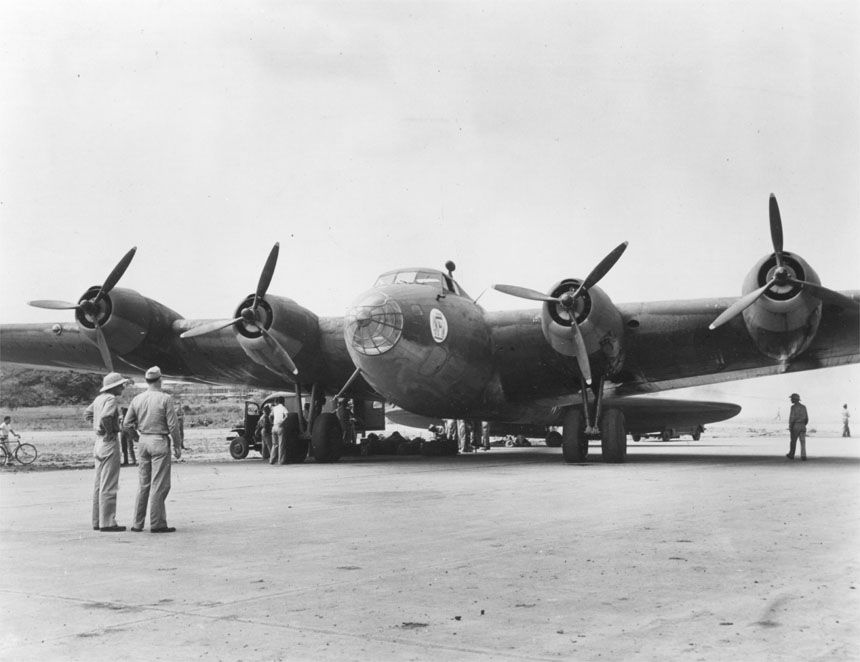
XB-15 jako dopravní letoun XC-105 „Grandpappy“ v zelené kamufláži armádního letectva

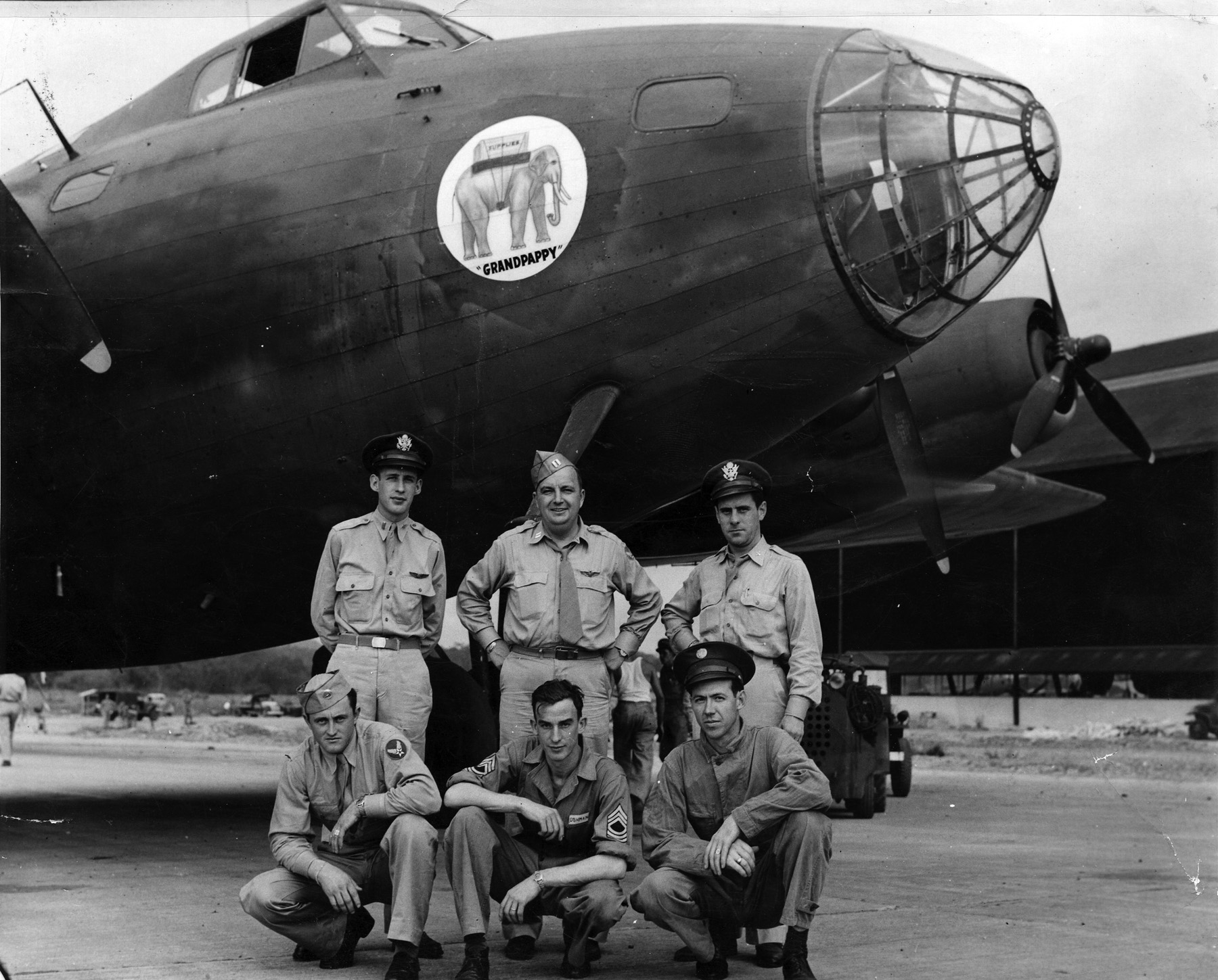
XC-105 „Grandpappy“ s posádkou na letišti Albrook Field v Panamském průplavovém pásmu v roce 1943

Letoun dosáhl řady rekordů Mezinárodní letecké federace (FAI). Dne 30. července 1939 to byly dva rekordy v hmotnosti nákladu vyneseného do daných nadmořských výšek: 14 135 kg do výšky 2000 metrů a zároveň 10 000 kg do výšky 2508 metrů.
Dne 2. srpna 1939 XB-15 ustavil rychlostní rekord FAI na trati dlouhé 5000 kilometrů s nákladem o hmotnosti 2000 kg. Trať uletěl průměrnou rychlostí 267,67 km/h. Sedmičlennou posádku letounu tvořili Caleb V. Haynes, William D. Old, Walter G. Bryte Jr., A.C. Brandt, Adolph Cattarius, Daniel L. Spicer a James E. Sands.
Roku 1943 byl XB-15 upraven na vojenský transportní letoun XC-105. Roku 1945 zůstal odstaven na letišti Albrook Field v Panamském průplavovém pásmu.

## Popis
Byl to čtyřmotorový středoplošník se zatahovacím záďovým podvozkem. Desetičlenná posádka se během dálkových letů mohla střídat na směny, nebo odpočívat na palandách. Letoun neprve poháněly čtyři hvězdicové motory Pratt & Whitney R-1830-11 Twin Wasp, roztáčející třílisté stavitelné vrtule.

## Specifikace (XB-15)
Citováno dle

### Technické údaje
- Posádka: 10
- Délka: 26,69 m
- Rozpětí: 45,41 m
- Výška: 5,51 m
- Nosná plocha:
- Hmotnost prázdného letounu: 17 105 kg
- Maximální vzletová hmotnost: 32 072 kg (později 41 730 kg)
- Pohonná jednotka: 4× čtrnáctiválcový hvězdicový motor Pratt & Whitney R-1830-11 Twin Wasp, každý o výkonu 850 hp

### Výkony
- Maximální rychlost: 317 km/h (ve výšce 5000 stop, 1524 m)
- Cestovní rychlost: 245 km/h (ve výšce 6000 stop, 1829 m)
- Dostup: 5761 m (18 900 stop)
- Dolet: 8256 km

### Výzbroj
- 3× pohyblivý 7,62mm kulomet M1919 Browning
- 3× pohyblivý 12,7 mm kulomet M2 Browning
- 5443 kg pum v trupové pumovnici